# 弗利-切塞納省
弗利-切塞納省（義大利語：Provincia di Forlì-Cesena）是意大利艾米利亚-罗马涅大区的一個省。面積2,378.4平方公里，2016年人口394,273人。首府弗利，下分30市鎮。在1992年前，该省省名为弗利省。